# Крем'яшник звичайний
Крем'яшни́к звичайний (Arenaria interpres) — прибережний птах ряду Сивкоподібних (Charadriiformes). Гніздиться в зоні тундр Євразії і Північної Америки. В Україні пролітний птах на всій території.

## Морфологічні ознаки

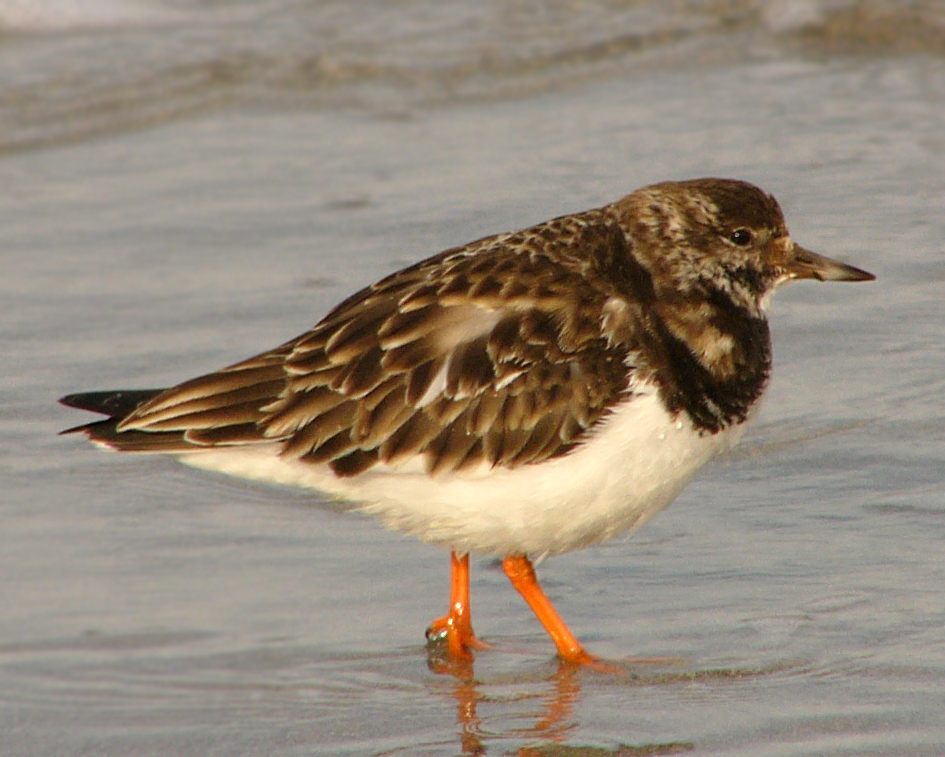
Позашлюбний наряд

Кулик середнього розміру, приблизно з шпака, з короткими ногами і дзьобом. Маса тіла 110–160 г, розмах крил 44—49 см. У дорослого птаха у шлюбному вбранні голова біла, з темними рисками на тім'ї і рисунком із чорних смуг на боках; горло білувате; шия спереду і по боках, а також воло чорні; частина пер спини і верхніх покривних пер крил чорно-бура, інша — руда; низ спини, поперек, смуги біля основи крил, а також груди, черево, боки тулуба і спід крил білі; зверху вздовж основи темно-бурих махових пер проходить біла смуга; пера біля основи хвоста чорні; білі стернові пера з широкою перед верхівковою чорною смугою; дзьоб сірувато-чорний; ноги жовтогарячі. У самця позашлюбному оперенні чорний і рудий кольори верху замінені бурим, на перах світла облямівка, шия спереду і по боках, а також воло темно-бурі. У дорослої самки в шлюбному оперенні голова бура, з білуватими рисками, білою вуздечкою і рисунком із чорних смуг; рудого кольору в темно-бурому забарвленні верху мало; у позашлюбному оперенні схожа на позашлюбного дорослого самця. Молодий птах подібний до дорослого у позашлюбному оперенні, але пера верху з вохристою облямівкою.

## Поширення

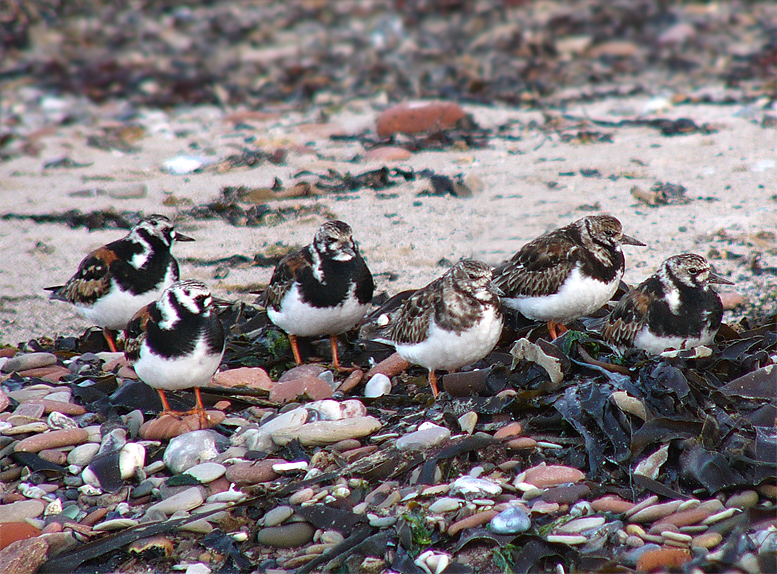
Зграя птахів на різних стадіях линяння

Ареал циркумполярний — населяє зону тундр і арктичне узбережжя Євразії і Північної Америки. Острови: Гренландія, Ісландія, Шпіцберген, Харлов, Великий Лицький, Колгуєв, Довгий, Вайгач, південний острів Нової Землі, Новосибірські, Врангеля, Де-Лонга, Айон, Святого Лаврентія, Святого Михайла, Елсмір, Бенкс, Баффінова Земля, Вікторія, Принца Уельського, Кінг-Вільям, Сомерсет, Саутгемптон, Аксель-Гейберг. На південь у Гренландії приблизно до 70-ї паралелі, в Скандинавії і Фінляндії до південного узбережжя, до узбережжя Естонії, острова Сааремаа. У більш східних регіонах в Євразії область гніздування збігається зі смугою приморських тундр, лише місцями просуваючись трохи південніше.
Зимує на морських узбережжях всього світу, починаючи від помірної зони. В Америці вид зимує від Вашингтону і Масачусетсу на південь до південної межі Південної Америки. В Західній Європі взимку зустрічається в регіонах, розташованих на південь від Ісландії, Норвегії і Данії. Тільки невелика кількість птахів зимує у Середземномор'ї. В Африці взимку звичайний скрізь на узбережжях, до Південної Африки, а також на багатьох островах. В Азії широко поширений на півдні, а на північ до Китаю і Японії. Зустрічається також на Тасманії, Новій Зеландії і багатьох островах Тихого океану. Невелика частина птахів, які не беруть участі у розмноженні, залишаються цілий рік у районах зимівель.

## Підвиди
Виділяють 2 підвиди, які відрізняються варіацією забарвлення верхньої частини тіла і верхніх криючих пер крила.
- A. i. interpres
- A. i. oahuensis

## Чисельність
Чисельність у світі оцінюється приблизно в 460–800 тис. особин (Wetlands International, 2006). Чисельність в Європі стабільна, оцінена в 34—81 тис. гніздових пар; зимує понад 80 тис. особин.

## Місця існування
У гніздовий період і на місцях зимівлі дотримується місць з кам'янистим або твердим піщаним ґрунтом, уникає вологих стацій з густим трав'яним покривом, мулистих обмілин.

## Розмноження

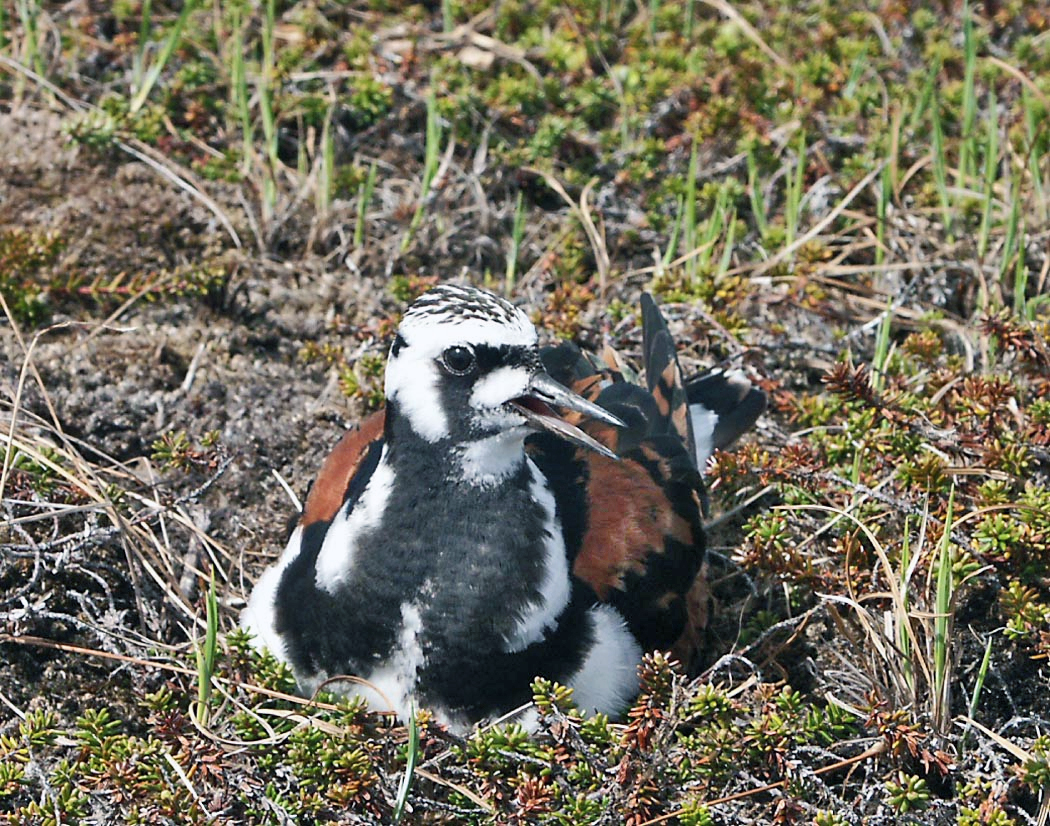
Дорослий птах на гнізді

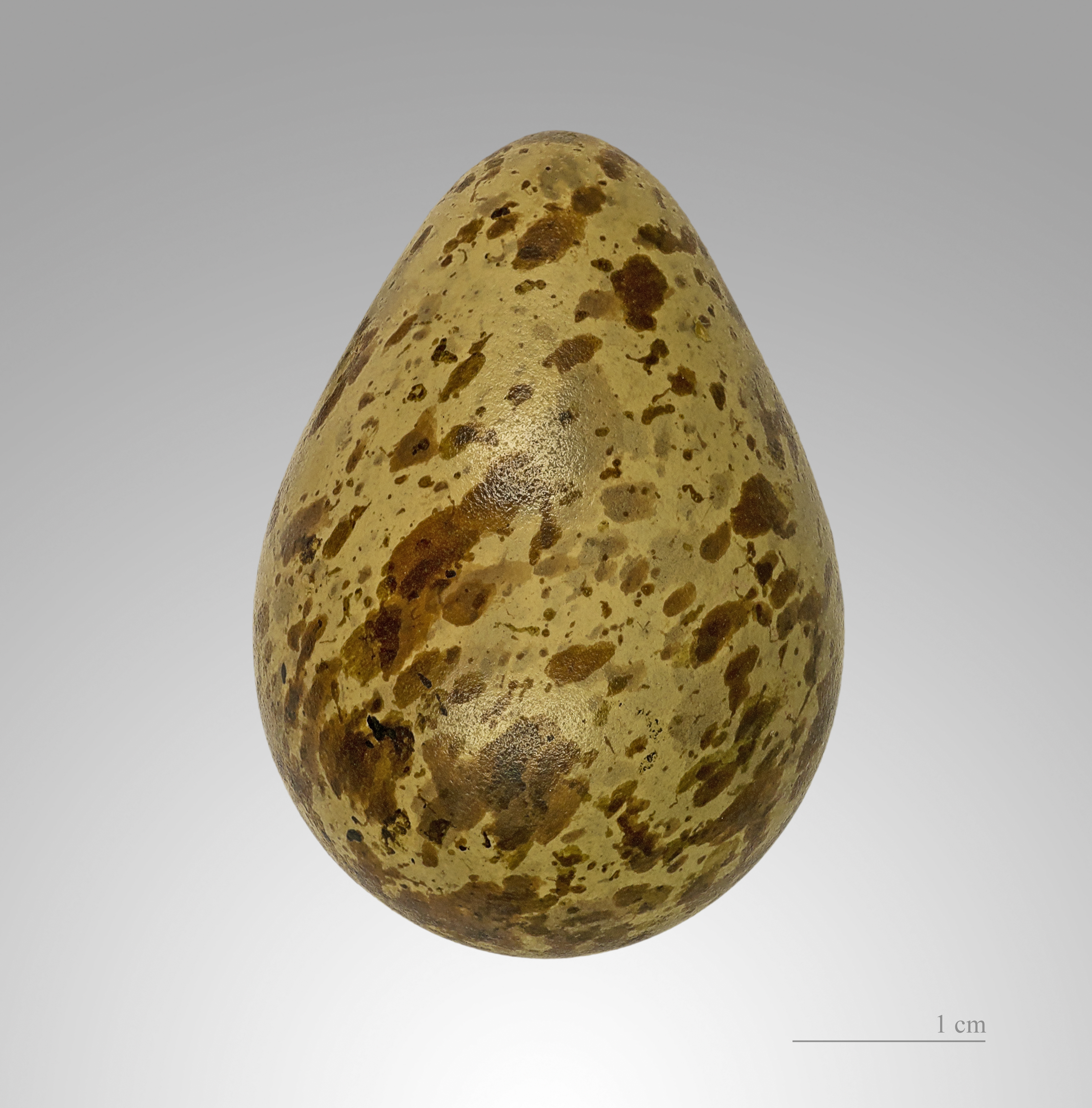
Яйце

Моногамний птах, пари можуть зберігатися протягом більше ніж одного сезону. Гніздо являє собою невелике заглиблення, часто з висилкою з живого листя. Воно 11 см у діаметрі і 3 см глибиною. Гніздо може бути розміщене серед рослинності, або на голому кам'янистому чи скелястому ґрунті. Декілька пар можуть влаштовувати гнізда разом.
Кладка нараховує від 2 до 5, частіше 4 яйця. Розміри яєць — 41×29 мм, вага — 19,9 г. Інкубація триває 22—24 дні. Насиджує переважно самка, але самець також може брати участь у насиджуванні.
Пташенята виводкові, можуть залишати гніздо невдовзі після вилуплення. Стають на крило у віці 19–21 день.

## Живлення
Влітку зазвичай живиться комахами, хоча в інші сезони до складу раціону також входять інші безхребетні, такі як ракоподібні, молюски і черви. Крем'яшник застосовує різні способи пошуку та здобуття їжі.